# Bakóca
Bakóca is een plaats (község) en gemeente in het Hongaarse comitaat Baranya. Bakóca telt 342 inwoners (2001).